# Giovanni Maria Zaffoni
Giovanni Maria Zaffoni (Pordenone, 1500 circa – dopo il 1570) è stato un pittore italiano, attivo nel Nord Italia attorno alla sua città natale.

## Biografia

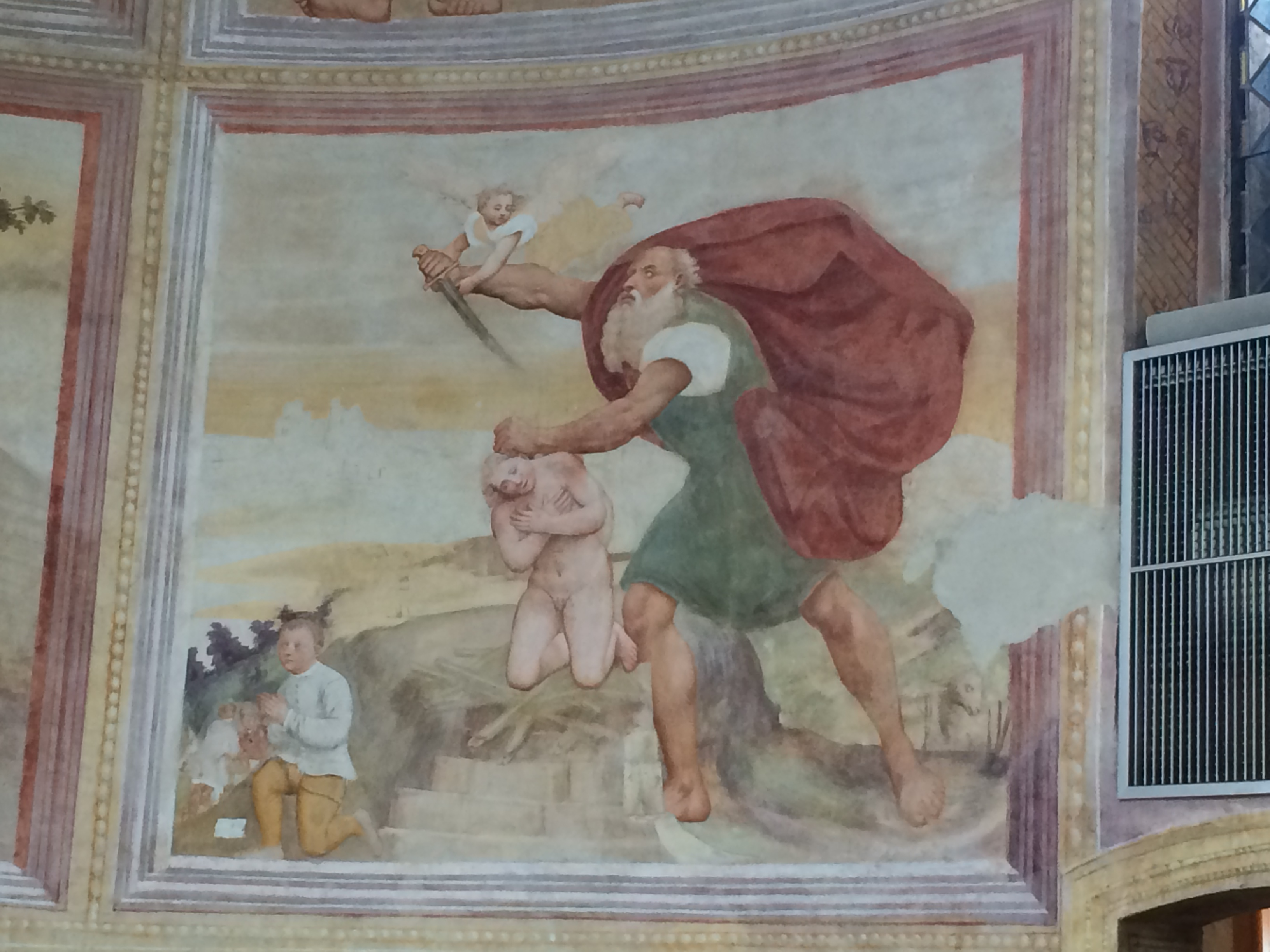
Sacrificio di Isacco, chiesa della Santissima Trinità, Pordenone

È conosciuto anche come Giovanni Maria Calderari o come il Calderari ed è stato in principio un allievo del Pordenone e poi di Pomponio Amalteo. 
Dipinse gli affreschi con Scene della vita di Cristo e della Vergine nella cappella Mantica del duomo di Pordenone (1554-1555). Affrescò inoltre la chiesa della Santissima Trinità sempre a Pordenone e nella "chiesetta di San Rocco" a Montereale Valcellina realizzò una serie di affreschi con scene della Vita di Maria (1560-1563), che si possono vedere nell'abside. 
Altri lavori attribuiti allo Zaffoni si possono vedere nei seguenti luoghi:
- Fiume Veneto, nella antica pieve di Pescincanna[2], dove gli sono attribuiti gli affreschi che raffigurano la Natività, vari Santi ed il Santo Patrono in armi
- Zoppola, nella chiesetta di Santo Stefano in Cevraja (Comune di Zoppola) si può ammirare un dipinto raffigurante la Madonna con il Bambino Gesù
- Pordenone, Museo Diocesano di Arte Sacra di Pordenone, Pala d'Altare dipinta raffigurante "L'istituzione dell'eucaristia" (1547)[3]